# Distrito de Qara Qoyún
Qara Qoyún (en persa: بخش قره قويون) es un distrito (bajsh) del condado de Showt, incluido en la provincia iraní de Azerbaiyán Occidental. Según el censo de 2006, su población era de 13.931 personas, establecidas en 3162 familias. El distrito es rural.